# 奥蜾蠃属
奥蜾蠃属（学名：Oreumenes）为蜾蠃科的一个属。

## 下属物种
本属包括以下物种：
- Oreumenes decoratus (Smith, 1852)
- 日本奥蜾蠃 Oreumenes japonicus (de Saussure, 1858)